# Sixteenth Century Society and Conference
 (juillet 2024).
Si vous disposez d'ouvrages ou d'articles de référence ou si vous connaissez des sites web de qualité traitant du thème abordé ici, merci de compléter l'article en donnant les références utiles à sa vérifiabilité et en les liant à la section « Notes et références ».
 (septembre 2021).
La Sixteenth Century Society and Conference (SCSC) est une société savante fondée en 1969 qui encourage la recherche sur le début de l'époque moderne, d'environ 1450 à 1660. La société est interdisciplinaire et accueille des chercheurs en histoire, histoire de l'art, religion, histoire des sciences, musicologie, histoire de la danse et études littéraires et culturelles en anglais, français, allemand, italien et espagnol.
La société est étroitement associée à la revue académique Sixteenth Century Journal (en) et avec la base de données bibliographiques ITER[réf. souhaitée]. Elle parraine également une collection éditoriale, Early Modern Studies, désormais publiée par la Truman State University Press (en). En 1990, elle créée un fonds de dotation et rejoint le American Council of Learned Societies (en).
La SCSC organise une conférence annuelle qui se tient généralement en octobre, avec en moyenne 170 sessions différentes[réf. nécessaire]. Elle décerne également une série de prix prestigieux[réf. nécessaire] pour les meilleures publications de son domaine.